# Finn Qvale
Finn Qvale est un officier, cartographe et dirigeant sportif norvégien né le 18 avril 1873 à Flesberg et mort le 20 janvier 1955 à Oslo.

## Biographie
Finn Qvale nait en 1873 à Flesberg, dans le sud de la Norvège. Il termine ses études secondaires en 1891, et sort avec le rang d'officier du Collège militaire de Norvège en 1894. De 1897 à 1918, il travaille à l'Institut géographique de Norvège et y dresse plusieurs cartes de l'est de la Norvège. En 1903, il est détaché en France auprès d'un régiment de Chasseurs Alpins de Briançon, pour une mission d'enseignement. Pendant cette période il tente une ascension du Mont-Blanc, et présente l'un des Norvégiens qu'il commande, Olav Bjaaland, à Roald Amundsen qui l'engagera dans son expédition de 1911. Promu au grade de major en 1918, il prend la direction de l'école d'Infanterie d'Hiver à sa création en 1923, jusqu'en 1938,.
En parallèle, Qvale préside la grande Association pour la Promotion du Ski (en) de 1924 à 1937, après en avoir été le secrétaire de 1907 à 1910. Il a en outre été un des administrateurs de l'Association norvégienne de randonnée et de l'Association norvégienne des chasseurs et des pêcheurs (en).
Commandeur de l'Ordre de Saint-Olav, il décède à l'hôpital national d'Oslo en janvier 1955. Il est enterré au cimetière Vestre gravlund (en) d'Oslo.